# Svalbarðshreppur
Svalbarðshreppur é um município na Islândia. Em 2021 tinha uma população estimada em 94 habitantes.